# Бесобинський сільський округ
Бесоби́нський сільський округ (каз. Бесоба ауылдық округі, рос. Бесобинский сельский округ) — адміністративна одиниця у складі Каркаралінського району Карагандинської області Казахстану. Адміністративний центр — село Бесоба.

## Населення
Населення — 971 особа (2021; 1558 у 2009, 1946 у 1999, 2119 у 1989).
Станом на 1989 рік існувала Бесобинська сільська рада (села Бесоба, Камхор, Карашоки, Кизилту). 2007 року було ліквідоване село Камкор.

## Склад
До складу округу входять такі населені пункти:
| Населений пункт | Населення, осіб (1989) | Населення, осіб (1999) | Населення, осіб (2009) | Населення, осіб (2021) |
| --------------- | ---------------------- | ---------------------- | ---------------------- | ---------------------- |
| Бесоба, село    | 1308                   | 1170                   | 1062                   | 702                    |
| Камкор, село    | 155                    | 132                    | -                      | -                      |
| Карашоки, село  | 155                    | 188                    | 97                     | 44                     |
| Кизилту, село   | 501                    | 456                    | 399                    | 225                    |